# Clarence (lion)
Pour les articles homonymes, voir Lion (homonymie).
Clarence (né Freddie) est un acteur animal né et élevé à Africa USA, en Californie.
Cet animal a joué dans tous les épisodes (89 épisodes de 50 minutes) de la série télévisée des années 1960, Daktari. D'un tempérament doux, ce félin avait pour particularité de loucher. L'autre animal fétiche de la série était une guenon burlesque nommée Judy.
Clarence meurt en juillet 1969, à l'âge de sept ans et demi, à Peoria, dans l'Illinois d'un trouble gastrique et d'un empoisonnement du sang.